# Wyborg-Klasse
Die Wyborg-Klasse war eine Klasse von vier 50-Kanonen-Linienschiffen der Baltischen Flotte der Kaiserlich Russischen Marine, die zwischen 1710 und 1721 in Dienst stand.

## Allgemeines
Der Name geht zurück auf die Stadt Wyborg (eine russifizierte Schreibung von schwedisch Wiborg/Viborg, auf Deutsch hieß die Stadt früher Wiburg) im damaligen Altfinnland im Russischen Kaiserreich.
Die Klasse wurde von dem britischen Schiffbauingenieur Richard Brown, mit Unterstützung des russischen Schiffbauingenieurs G.A. Menschikow, entworfen und auf den Werften in Nowaja Ladoga und Lodeinoje Pole am Ladogasee zwischen 1708 und 1711 gebaut. Sie waren die ersten Linienschiffe, die für die Baltische Flotte gebaut wurden und der Prototyp der 54-Kanonen-Schiffe der Kaiserlich Russischen Marine. Dieser Schiffstyp war neben dem 66-Kanonen-Schiff einer der russischen Standardlinienschifftypen der ersten Hälfte des 18. Jahrhunderts, von welchem zwischen 1710 und 1761 34 Einheiten gebaut wurden.

## Einheiten
| Name            | Bauwerft                | Kiellegung    | Stapellauf | Verbleib                                                                                                |
| --------------- | ----------------------- | ------------- | ---------- | --- |
| Wyborg (Выборг) | Werft in Nowaja Ladoga  | August 1708   | 1710       | Im August 1719 auf Grund gelaufen und verloren gegangen                                                 |
| Riga (Рига)     | Werft in Nowaja Ladoga  | August 1708   | 1710       | abgebrochen nach 1721                                                                                   |
| Pernow (Пернов) | Werft in Lodeinoje Pole | Oktober 1708  | 1710       | abgebrochen nach 1721                                                                                   |
| Namenlos        | Werft in Lodeinoje Pole | November 1708 | 1711       | 1712 im Ladogasee auf dem Weg nach Sankt Petersburg zur Taufe, auf Grund gelaufen und verloren gegangen |

## Technische Beschreibung
Die Klasse war als Batterieschiff mit zwei durchgehenden Geschützdecks konzipiert. Sie war ein Rahsegler mit drei Masten (Fockmast, Großmast und Kreuzmast). Der Rumpf schloss im Heckbereich mit einem Heckspiegel, in den eine Galerie integriert war, die in die seitlich angebrachten Seitengalerien mündete.
Die Besatzung hatte eine Stärke von 323 Mann. Die Bewaffnung der Klasse bestand aus 50 Kanonen.
|        | Unteres Batteriedeck | Oberes Batteriedeck | Backdeck       | Achterdeck     | Kanonen (Geschossgewicht) |
| ------ | -------------------- | ------------------- | -------------- | -------------- | ------------------------- |
| Design | 20 × 18-Pfünder      | 20 × 8-Pfünder      | 10 × 4-Pfünder | 10 × 4-Pfünder | 50 Kanonen (138,43 kg)    |